# Архиепархия Уберабы

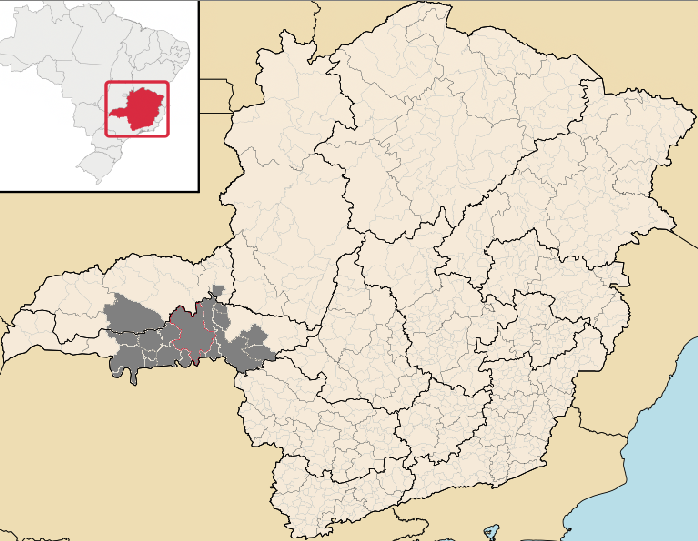
Архиепархия Уберабы.

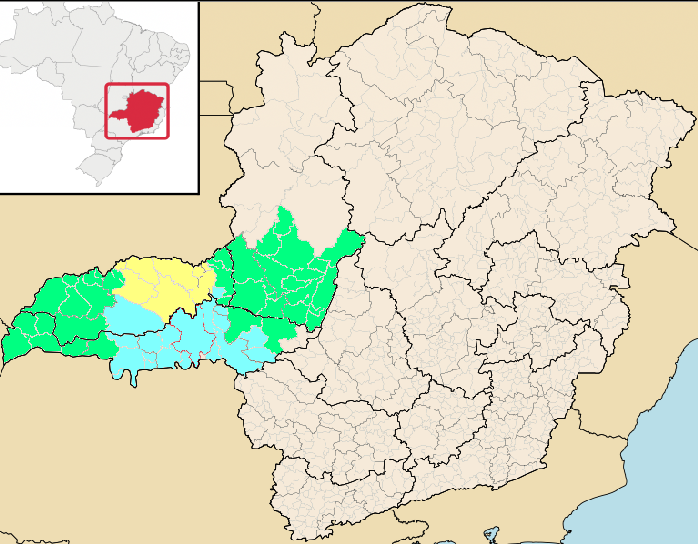
Ecclesiastical Province of Uberaba.

Regional CNBB Leste 2.

 Архиепархия Уберабы  (лат. Archidioecesis Uberabensis) — архиепархия Римско-Католической церкви с центром в городе Убераба, Бразилия. В митрополию Уберабы входят епархии Итиютабы, Патус-ди-Минаса, Уберландии, Жардина, Трес-Лагоаса. Кафедральным собором архиепархии Уберабы является церковь Святейшего Сердца Иисуса.

## История
29 сентября 1907 года Римский папа Пий X издал буллу «Goyaz Adamantina Brasiliana Republica», которой учредил епархию Уберабы, выделив её из епархии Гояса. Первоначально епархия Уберабы входила в митрополию Марианы.
14 апреля 1962 года Римский папа Иоанн XXIII выпустил буллу «Animorum societas», которой возвёл епархию Уберабы в ранг архиепархии.

## Ординарии архиепархии
- епископ Eduardo Duarte e Silva (1907—1923);
- епископ José Tupinambá da Frota (1923—1924);
- епископ Antônio de Almeida Lustosa (1924—1928);
- епископ Antonio Colturato (1929—1938);
- епископ Alexandre Gonçalves do Amaral (1939—1962);
- архиепископ Alexandre Gonçalves do Amaral (1962—1978);
- архиепископ Benedito de Ulhôa Vieira (1978—1996);
- архиепископ Aloísio Roque Oppermann (1996 — 7.03.2012);
- архиепископ Paulo Mendes Peixoto (7.03.2012 — по настоящее время).

## Источник
- Annuario Pontificio, Libreria Editrice Vaticana, Città del Vaticano, 2003, ISBN 88-209-7422-3
- Булла Qui tamquam Petrus Архивная копия от 27 марта 2010 на Wayback Machine, AAS 55 (1963), стр. 379 (лат.)